# Вавилон-5: Заклик до зброї
Вавилон-5: Заклик до зброї (Babylon 5: A Call to Arms) — четвертий повнометражний фільм із всесвіту Вавилону-5. Фільм знімався 1999 року та є пояснюючим продовженням до «Легенди про рейнджерів».

## Зміст
Через п'ять років після створення міжзоряного альянсу президент Джон Шерідан та містер Гарібальді провели зустріч у глибокому космосі, щоб наглядати за завершенням створення двох прототипів есмінців — «Екскалібур» та «Перемога». Вони є першими у серії прототипів-есмінців, що застосовують реверсивну технологію — вона придумана ворлонцями та застосована мінбарцями при виробленні «Білих зірок». Технології есмінців є поєднанням технічних досягнень людей, мінбарців і ворлонів. Шерідан і Гарібальді обходять «Екскалібур», де Шерідан дізнається що у головних гармат есмінців наявна велика хиба — при вистрілі головного калібру корабель повністю виснажує всі батареї і втрачає боєздатність на одну хвилину. На шляху до точки стрільб Шерідан отримує гіпнотичне повідомлення імовірно від своєї дружини Деленн, яке не має сенсу. Шерідан у кататонічному стані 20 хвилин дивиться на екран.
Під час сну Шеридана відвідує техномаг Гален, обидва стоять на поверхні мертвого світу. Цей світ за словами Галена був знищений під час перевірки зброї. Також він повідомляє що це від нього послано повідомлення. При відбутті Галена Шеридан бачить відбиток назви планети в багні — Дальтрон-7.
Тим часом на «Вавилоні-5» охорона затримує Дарину Нафіл та вимагає від неї видачі усієї зброї. Представниця Гільдії злодіїв Дарина в пошуках представника організації отримує дозвіл здійснювати свою діяльність, якщо вона дотримуватиметься станційних. В Нетрях вона шукає представника Гільдії. Але під час пошуків її оглушують ударом. Дарина отямлюється на тій же мертвій планеті — на ній вже були Гален і Шеридан. Потім з'являється зображення Шеридана, на яке вона кидається. Зображення потім перетворюється в дракха. З'являється Гален та пояснює, що це не її світ (він також був знищений цією ж зброєю). Гален дає туманну пораду — в потрібний момент вибрати вірну ціль. Дарина прокидається в Нетрях закованою в ланцюги, оточена членами Гільдії злодіїв. Вона позбувається ланцюгів і нападає на того, хто її оглушив, після чого Дарину вітає глава гільдії.
Шеридан знову уві сні опиняється на планеті, де знайшли прихисток техномаги. Галена критикують його колеги за те, що він самовільно привів туди Шеридана. Вони попереджають, що у випадку розкриття місцезнаходження планети ворогами через дії Галена, він помре. Гален пояснює Шеридану, що його орден сховався на цій планеті, аби уникнути знищення під час Війни Тіней. Потім він показує Шеридану зображення За'га'дума та запитує, чи Шеридан пам'ятає цю планету. Він повідомляє що дракхи готуються до війни та проводять перевірку своїх ресурсів й технологій. Гален також говорить, що Шеридану необхідно дізнатися, якою вогневою потужністю володіють дракхи, так як він вважає що першою ціллю на щляху дракхів буде Земля. Гален попереджує, що подальша доля Землі в руках Шеридана. Шеридан потім повертається на «Екскалібур» та переконує Гарібальді негайно летіти з ним на «Вавилон-5» «Білою зіркою».
На станції Шеридан зустрічається з Дуріною і капітаном Земних сил Андерсоном, якому також уві сні прийшло видіння Галена. Дуріна нападає на президента під час зустрічі, після чого вона повідомляє, що її планета була знищена Тінями під час війни, й шо вона у всьому винуватить Шеридана, оскільки він не зміг допомогти її народу. Шеридану вдається переконати її що у всьому винуваті дракхи, по цьому Дарина і капітан Андерсон погоджуються йому допомогти.
Вони летять на кораблі Андерсона, есмінці класу «Омега» під назвою «Харон», до верфі на якій завершуються наладки «Екскалібура». Шеридан наказує виконробу Дрейку слідувати тільки його наказам. Шеридан, Дарина та половина екіпажу «Харона» переходять на «Екскалібур», тоді як капітан Андерсон та друга половина екіпажу переходять на "Перемогу. Обидва кораблі вирушають та летять на Дальтрон-7. По прибутті вони виявляють, що планета стала жертвою Планетовбивці Тіней. Вони приймають сигнал біди від представника раси дразі. Шеридан, Дарина і Андерсон спускаються на неживу поверхню планети. Вони виявляють труп дразі і взнають, що напад відбувся протягом кількох тижнів. Це означає, що дракхам вдалося знайти і скористатися однією з Планетовбивць, залишених Тінями після відходу. Дарина виявляє на тілі дразі інформаційний кристал.
На кристалі дразі розкриває, що на планету його направило видіння. По прибутті він виявив дракхів з Планетовбивцею. Екіпаж «Перемоги» зв'язується з «Екскалібуром» та попереджує про прибуття кораблів дракхів, які запитують про їх приналежність та наміри. Потім прибулі нападають на «Перемогу» та «Екскалібур». Після великих втрат дракхи відступають, їх переслідує «Екскалібур». Корабель потрапляє в засідку із сотень кораблів дракхів. Кораблям людства зостається лише відступити через зону переходу. Вони летять до Землі на всій швидклсті, попередивши капітана Локлі про небезпеку і необхідність мобілізувати земний флот. Зв'язавшись з Гарібальді, Шеридан дізнається, що Дрейк є агентом дракхів й що саме він попередив своїх спільників про появу кораблів Альянсу. Схопивши Дрейка, Гарібальді дізнається, що у дракхів є тільки один Планетовбивця.
«Перемога» й «Екскалібур» прибувають на орбіту Землі, де вже зібрався чисельний флот Земного Альянсу. В швидкому часі з'являється армада дракхів та починається велика битва, під час якої капітан Андерсон жертвує собою й «Перемогою», щоб знищити Планетовбивцю тараном. На жаль, один з кораблів дракхів встигає випустити в атмосферу Землі смертоносний вірус, створений Тінями, він знищить все живе на планеті протягом п'яти років. Президент Шеридан оголошує, що десь мають бути ліки від чуми та посилає «Екскалібур» знайти їх.

## Додатково
«Заклик до зброї» виступає як продовження між «Вавилоном 5» і спін-офом «Хрестовий похід». У ньому фігурують два персонажі з «Хрестового походу» — Гален та Дарина Нафіл, а також корабель «IAS Excalibur». Заключні сцени створюють основне тло «Хрестового походу».
Роберт Шеклі написав новелізацію фільму, опубліковану в 1999 році.